# Die Wüstenrose
Die Wüstenrose ist ein deutscher Fernsehfilm-Zweiteiler von Hans Werner aus dem Jahr 2000.

## Handlung
Klara von Sellin und Richard von Salomon sind frisch verheiratet, als Klara erfährt, dass sie von einem anderen Mann, der sie vergewaltigt hat, schwanger ist. Ihre Freundin hält eine Abtreibung für die richtige Entscheidung, aber Klara möchte das Kind unbedingt bekommen, weil sie sich sicher ist, dass dies nichts an ihrer Liebe zu Richard ändert und dieser auch das Kind als sein eigenes sehen werde. Auf einer Safari fasst Klara ihren Mut zusammen und erzählt Richard von der Vergewaltigung.

## Produktion

### Produktionsnotizen
Gedreht wurde der Kolonial-Zweiteiler von einem 120-köpfigen Filmteam von Mitte Juli bis Ende September 1998 in Namibia, die Dreharbeiten dauerten insgesamt drei Monate.
Walter Sittler drehte erstmals mit seiner Tochter Jennifer Sittler, die in diesem Zweiteiler als Maris von Salomon auch die Filmtochter spielte.

### Veröffentlichung
Die Erstausstrahlung des Mehrteilers erfolgte am 6. Januar 2000 im Programm des ZDF, welche von 6,5 Millionen Zuschauern verfolgt wurde, was einem Marktanteil von knapp 18 % entsprach.
Der Zweiteiler wurde am 26. April 2019 beim Pidax Film- und Hörspielverlag auf DVD veröffentlicht (Spieldauer: 176 Minuten).